# Courpière
Courpière település Franciaországban, Puy-de-Dôme megyében. Lakosainak száma 4109 fő (2022. január 1.). Courpière Aubusson-d’Auvergne, Augerolles, Escoutoux, Néronde-sur-Dore, Saint-Flour-l'Étang, Sauviat, Sermentizon, Trézioux és Vollore-Ville községekkel határos.

## Népesség
A település népességének változása:
| Lakosok száma | 4322 | 4234 | 4293 | 4050 | 4034 | 4017 | 4005 | 4053 | 4109 |
|               | 2013 | 2015 | 2016 | 2017 | 2018 | 2019 | 2020 | 2021 | 2022 |